# Earthian
Earthian (яп. アーシアン, укр. Землянин) — аніме й відома манґа, яка вважається класикою сьонен-аі і є одною з перших робіт у цьому жанрі. Її автор — Юн Кога. За мотивами манґи було відзнято OVA (чотири епізоди).

## Історія
У 1987 році манґа вперше з'явилася в щомісячному манґа-журналі Wings, а потім глави на регулярній основі стали виходити в журналі South.
У 1995 році вийшли танкобон и, після чого манґа перевидавалася кілька разів (наприклад, в 2002 у). Англійською мовою ліцензію придбала компанія BLU.
З 1989 по 1996 вийшло 4 серії OVA за мотивами манги.

## Сюжет
Протягом тисячоліть ангели з планети (nihongo, エデン, Еден) спостерігають за поведінкою землян. Їх жахає, як люди ставляться до своєї планети і один до одного, тому було прийнято рішення про знищення Землі. Однак, щоб дати людям шанс на виживання, Еден вирішив послати кілька ангелів, які могли б оцінити людей як слід, перебуваючи серед них. Ангели працюють в парі: один ввижає недоліки землян і вишукує їх темні сторони, другий підраховує плюси, гідності. У результаті, якщо буде набрано 10 000 мінусів, людство знищать.
У світі «Earthian» всі ангели народжуються з білими крилами і світлим волоссям, але якщо ангел в чомусь пішов проти своїх побратимів, його крила і волосся стають чорними (це правило не стосується Тихаї, який був народжений з чорними крилами). Таких ангелів називають «Люцифер».

## Персонажі

### Головні герої
- Тихаї (яп. ちはや) — рахує плюси в парі з Кагецуею, головний герой аніме і манги. Тихаї виріс в сирітському притулку на планеті Еден, а потім був усиновлений Михайлом. Молодий ангел з чорними волоссям і чорними крилами. Через свою незвичайну зовнішність здається білою вороною серед друзів і знайомих і часто піддається глузуванню, але ні на кого не таїть зла. За характером дуже добрий, простий у спілкуванні і швидко знаходить нових друзів, у тому числі і серед землян. Любить землян, захоплюється ними і вважає, що повинен врятувати їх у що б то не стало.

Сейю: Нодзому Сасакі
- Кагецуя (яп. 影 艶, латиніз.: Kagetsuya) — рахує мінуси в парі з Тихаї, красивий ангел. Терпіти не може людей, тому спочатку з недовірою і презирством ставиться до свого напарника. Втім, Кагецуя не позбавлений благородства і спокійно визнає допущені помилки. Скептично ставиться до забобонів і не вважає, що чорні крила дійсно несуть якесь зло, тому на Едені зазвичай захищав тТихаї від знущань. Кагецуя завжди був популярний і поважний серед товаришів (особливо його любить Ая, напарниця Міягі).

Сейю: Кадзухіко Іноуе

### Інші персонажі
- Доктор Асино — божевільний лікар, який проводить експерименти над біо-гуманоїдами. До своїх творінь відчуває сильну прихильність, на межі одержимості. Упевнений, що його «діти» відчувають аналогічні почуття і не здатні проявляти самостійність.

Сейю: Кането Сіодзава
- Такі (яп. 多 纪, латиніз.: Taki) — збігає з лабораторії доктора Асино разом з Такако, але потім вони розділяються і втрачають один одного. У пошуках Такако, Такі абсолютно зневіряється і тоді зустрічається з Тихаї, який бачить нещасного людиною і показує йому свої ангельські крила.

Сейю: Се Хаямі
- Такако — подруга Такі. Буквально стикається з Тихаї, він допомагає їй втекти від охоронців, яких Асино послав за нею і Такі.

Сейю: Ямамото Юріко
- K-001 — бойовий андроїд, якого послали повернути Такі і Такако.

Сейю: Косугі Дзюрото
- Месія — янгол з чорними крилами. Насправді — андроїд, чергове творіння доктора Асино, створене з єдиною метою: знищити Землю. Доктор Асино вважав, що світу просто необхідний очисний Армагеддон, і його Месія покінчить з усіма жалюгідними людці.

Сейю: Хікару Мідорікава
- Ая (яп. あや, латиніз.: Aya) — рахує мінуси дівчина-ангел, що працює в парі з Міягі. Обидва з'являються в першому томі манги Earthian, а також у другому OVA. Ая регулярно і гучно заявляє про свою ненависть до землян і любові до Кагецуе. Завжди мріяла бути в парі з Кагецуею, через що дуже заздрить Тихаї. За мангою, вони разом вчилися в академії на Едені.

- Міягі (яп. 宫城, латиніз.: Miyagi) — рахує плюси хлопець-ангел, працює з Аею. Спокійна і доброзичлива людина, з гумором і співчуттям сприймає одержимо свою партнерку Кагецуї. Наприкінці манги став батьком дітей Аі, але так і не одружився з нею.

- Сапфір — люципер. Вони хворіють якоюсь подобою раку — меланомою і незабаром вмирають. Сапфір — один з занепалих ангелів, який живе на Землі разом зі своєю коханою, Блер.

- Блер — землянка, кохана Сапфіра. Обидва з'являються в другому OVA «Earthian».

- Серафим (яп. セラフィム, латиніз.: Seraphim) — колишній лідер позитивних рахівників, друг Тихаї, захворівший «раком», став Люцифером, бо любив земну жінку. Перед смертю був знайдений Тихаї і Кагецуею на Землі.

Сейю: Се Хаямі

### Персонажі манги
- Михайло (яп. ミカエル, латиніз.: Michael) — батько Кагецуі, прийомний батько Тихаї.

- Люціфель (яп. ルシフェル, латиніз.: Lucifel) — сестра-близнючка Михайла, мати Кагецуі.

- Рафаель (яп. ラファエル, латиніз.: Rafael)

- Габріель (яп. ガブリエル, латиніз.: Gabriel) — дружина Рафаеля.

## OVA
У 1989 році на студії J.C. Staff була зроблена перша серія чотирьохсерійного OVA, що складається з 4-х серій. Сюжет заснований на окремих, вибіркових подіях з манги, тому пропущені не тільки деякі персонажі, але багато елементів жанру сьонен-аі. Наприклад, не сказано, що на планеті Еден заборонені гомосексуальні зв'язки, а отже, заборонені і романтичні відносини між головними героями.

### Список серій OVA
| № | Назва                                     | Сценарій      | Режисер          | Тривалість (хвилин) | Дата прем'єри |
| - | ----------------------------------------- | ------------- | ---------------- | ------------------- | ------------- |
| 1 | Початок кінця (The Beginning of the End)  | Когава Ёріясу | Когава Ёріясу    | 44                  | 26.07.1989    |
| 2 | Павший янгол (Fallen Angel)               | Когава Ёріясу | Когава Ёріясу    | 41                  | 27.09.1990    |
| 3 | Янгольський Руйнівник (Angelic Destroyer) | Онукі Кен'їті | Кавасакі Хіроюкі | 28                  | 26.09.1996    |
| 4 | Остання битва (Final Battle)              | Онукі Кен'їті | Такаяма Кацухіко | 29                  | 21.12.1996    |